# Lubomír Dvořák
Lubomír Dvořák (* 10. července 1940 Rokytnice) je český badatel v oboru experimentální fyziky.
V letech 1997–2000 a poté opět v letech 2006–2010 byl rektorem Univerzity Palackého v Olomouci, v letech 1993–1997 a 2003–2006 byl děkanem Přírodovědecké fakulty UP. Od roku 2010 byl prorektorem olomoucké univerzity.
V červnu 2010 mu byla udělena Cena města Olomouce za rok 2009 v oblasti přírodní vědy.